# Търговия на дребно в неспециализирани магазини
Търговията на дребно в неспециализирани магазини е отрасъл на икономиката в Статистическата класификация на икономическите дейности за Европейската общност, подразделение на търговията и ремонта на автомобили и мотоциклети.
Той включва дейността на неспециализирани магазини – такива, в които се предлагат главно хранителни стоки, но също и други продукти, като супермаркетите, или магазини с напълно разнородни стоки, като универсалните магазини.